# BD-1047
BD-1047 je antagonist sigma receptora koji je selektivan za σ1 tip. Istraživanja na životinjama su pokazala da ovaj ligand potencijalno može da nađe primernu kao antipsihotik i u lečenju neuropatskog bola.